# Isla Chupadores Chico
Isla Chupadores Chico är en ö i Ecuador.   Den ligger i provinsen Guayas, i den sydvästra delen av landet, 300 km sydväst om huvudstaden Quito.